# NGC 113
NGC 113은 고래자리 방향에 있는 렌즈형 은하이다.